# Bogonos
Bogonos – wieś w Rumunii, w okręgu Jassy, w gminie Lețcani. W 2011 roku liczyła 766 mieszkańców.